# Bar (Fluss)
Die Bar ist ein Fluss in Frankreich, der im Département Ardennes in der Region Grand Est verläuft.

## Geographie

### Verlauf
Die Bar entspringt auf einer Höhe von 170 m im Gemeindegebiet von Harricourt, entwässert generell Richtung Nord bis Nordwest und mündet schließlich nach rund 62 Kilometern auf einer Höhe von ungefähr 145 m im Gemeindegebiet von Villers-sur-Bar, nahe Sedan, als linker Nebenfluss in die kanalisierte Maas, die hier den Canal de la Meuse bildet.

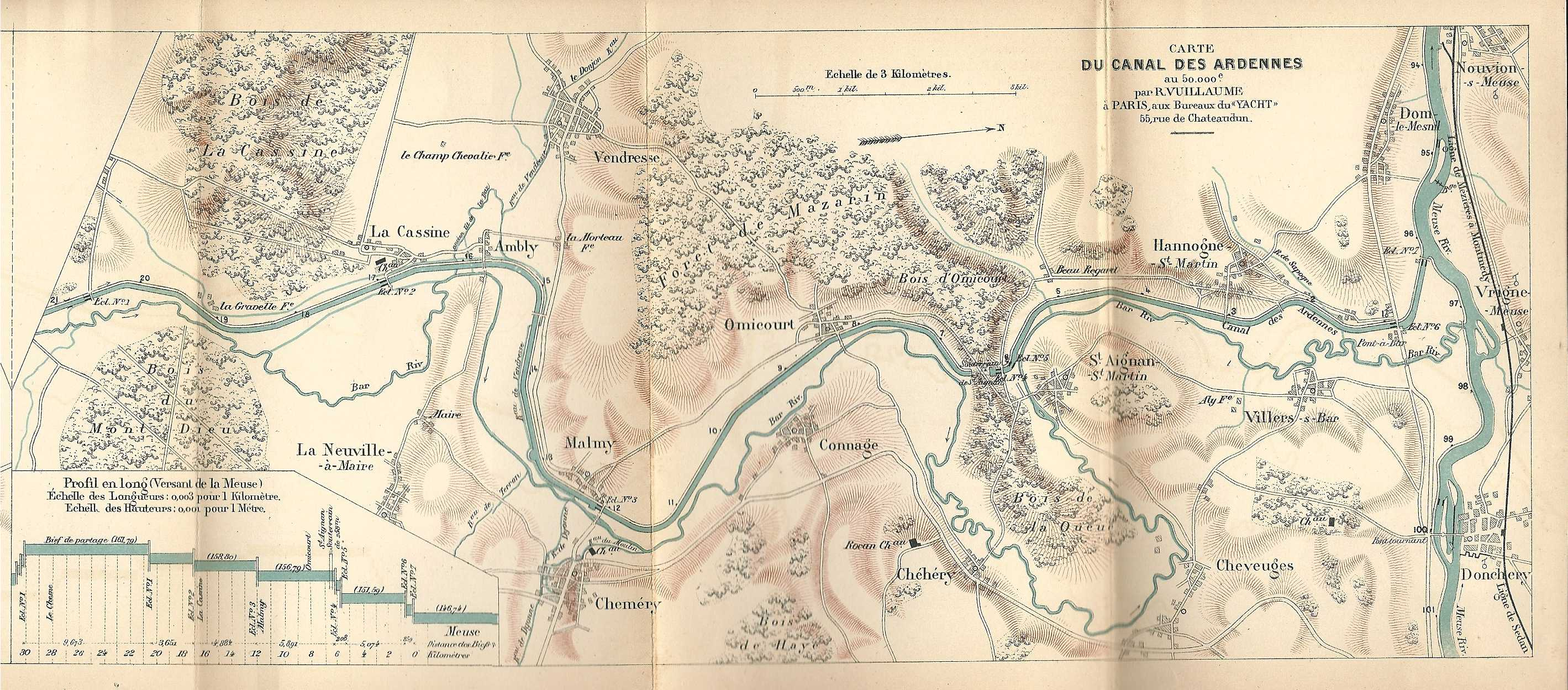
Der Canal des Ardennes

Ihr Lauf endet circa 35 Höhenmeter unterhalb ihrer Quelle. Sie hat somit ein mittleres Sohlgefälle von circa 0,41 ‰.
In ihrem Unterlauf wird die Bar durch den Canal des Ardennes als Seitenkanal begleitet und auch zu seiner Wasserversorgung herangezogen.

### Zuflüsse
- Ruisseau du Clageot (rechts), 3,0 km
- Ruisseau de Laizonne (rechts), 1,2 km
- Ruisseau le Barosset (links), 7,1 km
- Ruisseau de St-Pierremont (rechts), 14,2 km
- Ruisseau la Bievre (rechts), 11,8 km
- Canal de la Fosse Marat (rechts), 2,0 km[4]
- Ruisseau des Armoises (rechts), 10,5 km
- Ruisseau de la Lateuse (links), 7,1 km
- Ruisseau de Bairon (links), 24,5 km
- Ruisseau de la Forge (rechts), 5,7 km
- Ruisseau du Pre de la Noue (rechts), 3,1 km
- Fosse de l'Arene (rechts), 6,7 km
- Ruisseau de Terron (rechts), 8,2 km
- Ruisseau de Dione (rechts), 8,9 km
- Ruisseau du Moulin de la Croix Rouge (rechts), 1,4 km
- Ruisseau de Sapogne (links), 5,0 km

### Orte am Fluss
- Harricourt
- Belleville-et-Châtillon-sur-Bar
- Brieulles-sur-Bar
- Chémery-sur-Bar
- Cheveuges
- Saint-Aignan
- Villers-sur-Bar

## Hydrologie
An der Mündung in die Maas beträgt die mittlere Abflussmenge (MQ) 5,60 m³/s; das Einzugsgebiet umfasst hier 424,9 km².
In Cheveuges wurde über einen Zeitraum von 50 Jahren (1970–2019) die durchschnittliche jährliche Abflussmenge der Bar berechnet. Das Einzugsgebiet entspricht an dieser Stelle mit etwa 389 km² etwa 91,6 % des Gesamteinzugsgebietes der Bar.
Die Abflussmenge der Bar, mit dem Jahresdurchschnittwert von 5,21 m³/s, schwankt im Laufe des Jahres stark. Die höchsten Wasserstände werden in den Wintermonaten Dezember bis März gemessen. Ihren Höchststand erreicht die Abflussmenge mit 10,50 m³/s in den beiden Monaten Januar und Februar. Von April an geht die Schüttung Monat für Monat zurück und erreicht ihren niedrigsten Stand im September mit 1,31 m³/s, um danach wieder von Monat zu Monat anzusteigen.